# Diga di Gölova
La diga di Gölova è una diga per l'irrigazione della Turchia che taglia il fiume  Çobanlı Çayı, affluente del fiume Kelkit.

## Fonti
- (EN) Sito dell'agenzia turca delle opere idrauliche, su www2.dsi.gov.tr. URL consultato l'8 agosto 2011 (archiviato dall'url originale il 20 agosto 2008).